# Teknősleves
A teknősleves a teknősök húsából készülő leves, melyet általában Délkelet-Ázsiában és az Amerikai Egyesült Államokban fogyasztanak. Egyes tengeri teknősök húsának elfogyasztása halálos ételmérgezést, úgynevezett chelonitoxizmust okozhat. Délkelet-Ázsia számos országában (Kína, Japán, Tajvan, Malajzia, Szingapúr) a teknősleves az emberek kedvenc étele. De az Egyesült Államokban és Angliában is használták,

## Története
A teknőslevest először az angolok körében vált népszerűvé az 1750-es években, de körülbelül 150 évvel később a túlhalászás miatt gyorsan visszaesett a leves fogyasztása. Ezt az angol tisztviselők és más civil vezetők felelősségre vonták, mert a teknősöket majdnem a kipusztulásukig ettek. Janet Clarkson élelmiszer-történész szerint az étel, amelyet a számos „figyelemre méltó leves egyikeként” ír le, a polgári vacsorák szimbólumává vált abban az időben. Angliában az első teknősök a közönséges levesteknősök voltak, és 1728 körül váltak népszerűvé: „Húsa a marhahúshoz és a homárhúshoz hasonlít és rendkívül kellemes íze van.” A leggyakoribb angol receptek a teknősöket sülve és főve készítették el, csak később használták fel levesben. A levesteknősöket 1740-1750 között kezdték széles körben behozni Angliába, az Ascension-szigetről és Nyugat-Indiából. Először Samuel Birch szolgált fel teknőslevest Londonban, citrommal és cayenne-borssal fűszerezve. 1808 augusztusában 400 férfi evett meg 1100 kg teknőst a London Tavern-ben.
Giles Rose a következőképpen főzte a teknőslevest:
„Vágja le a teknős fejét és a lábait, és rakja be egy tál forró vízbe. Amikor már majdnem megfőttek, öntsön rá fehérbort, édes fűszernövényeket és egy darab szalonnát, majd vajjal pirítsa meg egy serpenyőben. Tegye egy szelet kenyérre és itassa át a szaftjában, majd fűszerezze meg. A teknőslevest tálalja spárgával és citrommal.”

## Amerikai Egyesült Államok
Az Egyesült Államokban a teknősleveshez hasznát fő faj az aligátorteknős. Ebben az esetben aligátorteknős-levesként is emlegetik, a leves színe barna, megjelenése sűrű mártáshoz hasonlít. 2016-tól a teknősökből készült különféle ételeket, köztük a teknőslevest is egy Minnesota tagállamban lévő étterem szolgálta fel. A tulajdonos elmondta, hogy elsősorban az idősebb vásárlók rendelnek teknőshúsból készült fogásokat, a fiatalabb étkezőket sokkal kevésbé érdekli. Az USA 27. elnöke, William Howard Taft szakácsot bérelt fel a Fehér Házba azzal a céllal, hogy teknőslevest készítsen.

## Délkelet-ázsiai országok
Ázsiában a leveshez csak a teknős bőrét és belső szerveit használják fel. A kínai konyhában általában a lágyhéjú teknősöket kedvelik, míg a kemény héjú teknősök fogyasztását gyakran elkerülik mitikus mellékértelmezések, félreértelmezések miatt. Bizonyos teknősök teknőjét felhasználják az úgynevezett ’’teknős zselé’’ nevű desszert elkészítéséhez.

## Fordítás
- Ez a szócikk részben vagy egészben  a   Turtle soup című angol Wikipédia-szócikk fordításán alapul.  Az eredeti cikk szerkesztőit annak laptörténete sorolja fel. Ez a jelzés csupán a megfogalmazás eredetét és a szerzői jogokat jelzi, nem szolgál a cikkben szereplő információk forrásmegjelöléseként.